# Зангезурський мідно-молібденовий комбінат
Зангезурський мідно-молібденовий комбінат або Каджаранський мідно-молібденовий комбінат - промислове підприємство в  Вірменії в місті Каджаран, що експлуатує руду  Каджаранського мідно-молібденового родовища. Забезпеченість комбінату рудою становить близько 150 років. Комбінат випускає молібденовий і мідний концентрати. Молібденовий концентрат містить 50% молібдену, вміст міді в мідному концентраті не нижче 15%. Продукція, перероблена комбінатом, поставляється до  Європи через Іран та  Грузії.

## Показники діяльності
У 2003 році Каджаранскій мідно-молібденовий комбінат добув і переробив 8100000 тонн руди, в результаті чого було отримано 6,3 тис. тонн  концентрату молібдену і 11 000 тонн концентрату  міді. Щодоби видобувається близько порід 24 тисяч тонн руди і 5000 кубометрів порожніх. Прибуток Зангезурський мідно-молібденового комбінату в 2003 році склав 20 млн доларів. 
Станом на 2010 рік на комбінаті працювали 2800 робочих, в той час як в 2005 році — 2100 чоловік.

## Інтернет-ресурси
- Official website [Архівовано 27 березня 2012 у Wayback Machine.]